# Prácticas restaurativas
Prácticas restaurativas (Restorative practices) es un campo emergente de prácticas y estudios que conducen a la construcción de capital social y la consecución de disciplinas sociales a través del aprendizaje participativo y la toma de decisiones.
Se basan en el desarrollo de la comunidad a partir del fortalecimiento de los vínculos. De esta manera cuando los conflictos se dan en la vida del centro, lo que se busca es la reparación de los daños causados asumiendo responsabilidades.
La hipótesis unificadora de estas prácticas es que el ser humano es más feliz, más cooperativo y productivo y más propenso a realizar cambios hacia mejor en su comportamiento cuando la gente que le rodea hace cosas con ellos en lugar de para ellos o por ellos (en su lugar).
Esta hipótesis mantiene que ni las posiciones punitivas y autoritarias que obligan, ni las paternalistas son más efectivas que las prácticas participativas.
El campo de prácticas restaurativas ofrecen un hilo común que unifica la teoría tanto en investigación como en educación, justicia, trabajo social y gestión organizativa y lleva a cabo una investigación empírica para compartir con disciplinas que no utilizan este parámetro pudiendo hacerlo.

## Historia
Este concepto tiene su raíz en la justicia restaurativa, una forma de ver el derecho penal que pone el acento en reparar el daño hecho a la población y en las relaciones entre grupos más que en únicamente en el castigo. Este enfoque del derecho se origina en la década de 1970 como una forma de reconciliación entre víctimas y delincuentes, con el llamado Experimento Kitchener, en Ontario, Canadá.

## Tipos

### Informales
Este tipo de prácticas restaurativas no requiere de una preparación en profundidad, sino que pueden realizarse de forma espontánea.
- Escuchar: Se trata de concentrarse realmente en lo que el interlocutor nos está contando. Se conoce como escucha activa o empática y es muy importante para las relaciones interpersonales que se pueden crear en este tipo de procesos.
- Declaración afectiva: Hablar de forma asertiva para explicar nuestros sentimientos en relación con una situación concreta.
- Preguntas restaurativas o afectivas: Saber realizar el tipo de preguntas adecuadas es muy importante en estos ámbitos hay que evitar juzgar y buscar que los implicados reflexiones sobre el daño o acto causado.

### Formales
Requieren de una preparación previa antes de llevarlas a cabo, necesitan tiempo para organizarlas y en ellas se involucran más de dos personas.
- Círculos restaurativos: son círculos que se realizan con los miembros de una comunidad para tratar o debatir un asunto. Tienen como objetivo crear un espacio en el que dar voz y generar sentido de comunidad entre los participantes, ya sean alumnos de un colegio, compañeros de trabajo o miembros de una comunidad de vecinos.

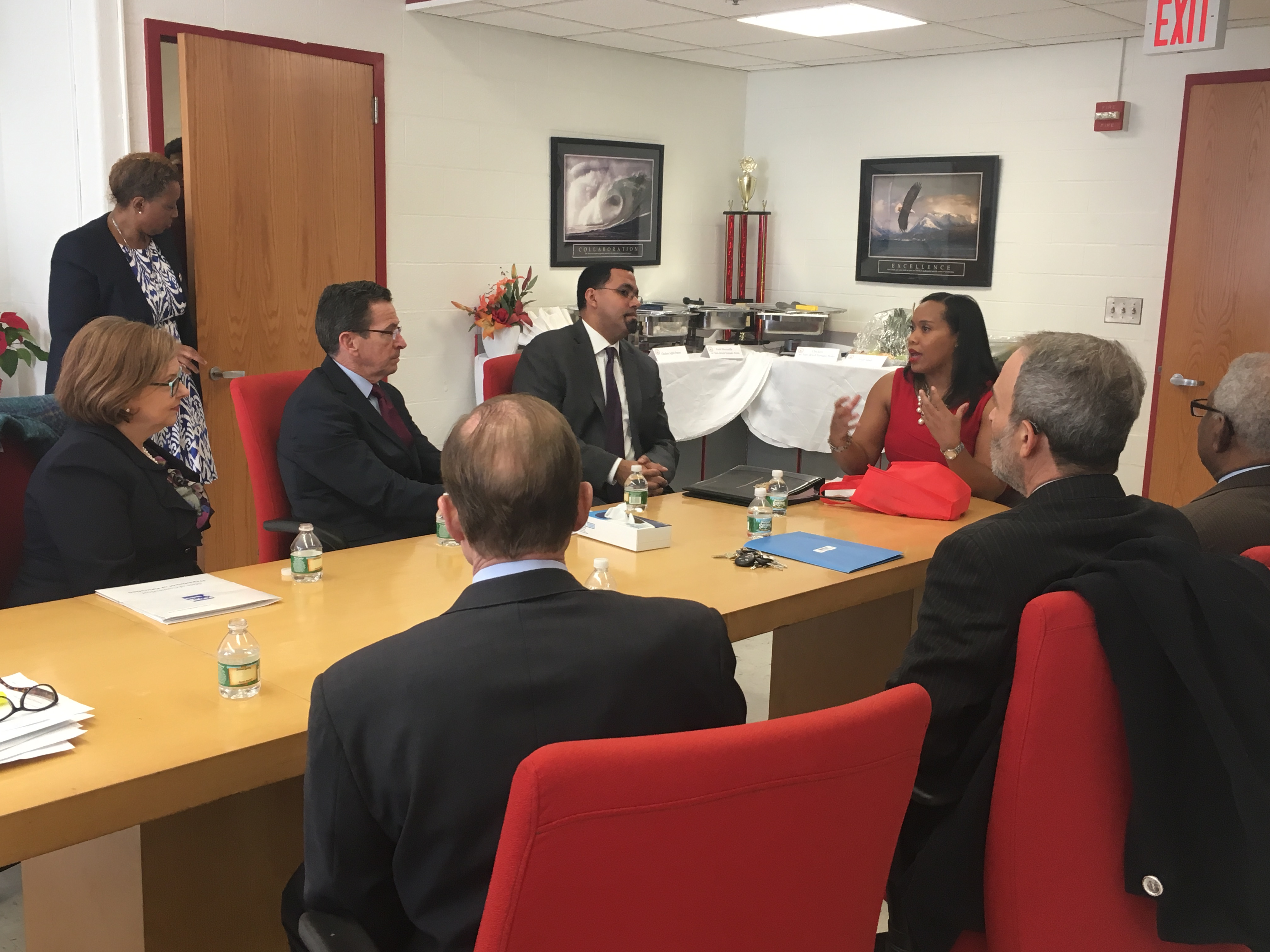

- Reuniones restaurativas: Esta se realiza cuando se ha cometido un delito o existe un conflicto ya expuesto. A la reunión acude tanto la persona que se ha visto afectada por el delito, como la que comete el daño, así como acompañantes de ambos (seres queridos o miembros de la comunidad).
- Reuniones de grupo familiar: Este está centrado en trata un problema que se produce dentro de una familia. Los miembros que asisten son los de la familia, ya sea directa o aquellos que de alguna forma formen parte de esta.